# Kirchschlag (Dolní Rakousy)
Kirchschlag je městys v Rakousku ve spolkové zemi Dolní Rakousy v okrese Zwettl. Žije v něm 628 obyvatel (podle sčítání z roku 2016).

## Poloha
Kirchschlag se nachází v západní části spolkové země Dolní Rakousy. Leží asi 24 km jižně od Zwettlu. Jeho rozloha činí 29,24 km², z nichž 46,67 % je jich zalesněných.

### Členění
Území městyse Kirchschlag se skládá z deseti částí (v závorce uveden počet obyvatel k 1. 1. 2015):
- Bernhardshof (33)
- Eck (35)
- Gaßles (11)
- Kienings (24)
- Kirchschlag (247)
- Merkengerst (29)
- Pleßberg (41)
- Roggenreith (71)
- Scheib (111)
- Schneeberg (45)

## Historie
První písemná zmínka pochází z roku 1140. V roce 1841 zachvátil požár celý Kirchschlag.
Městysem se Kirchschlag stal roku 1983.

## Galerie

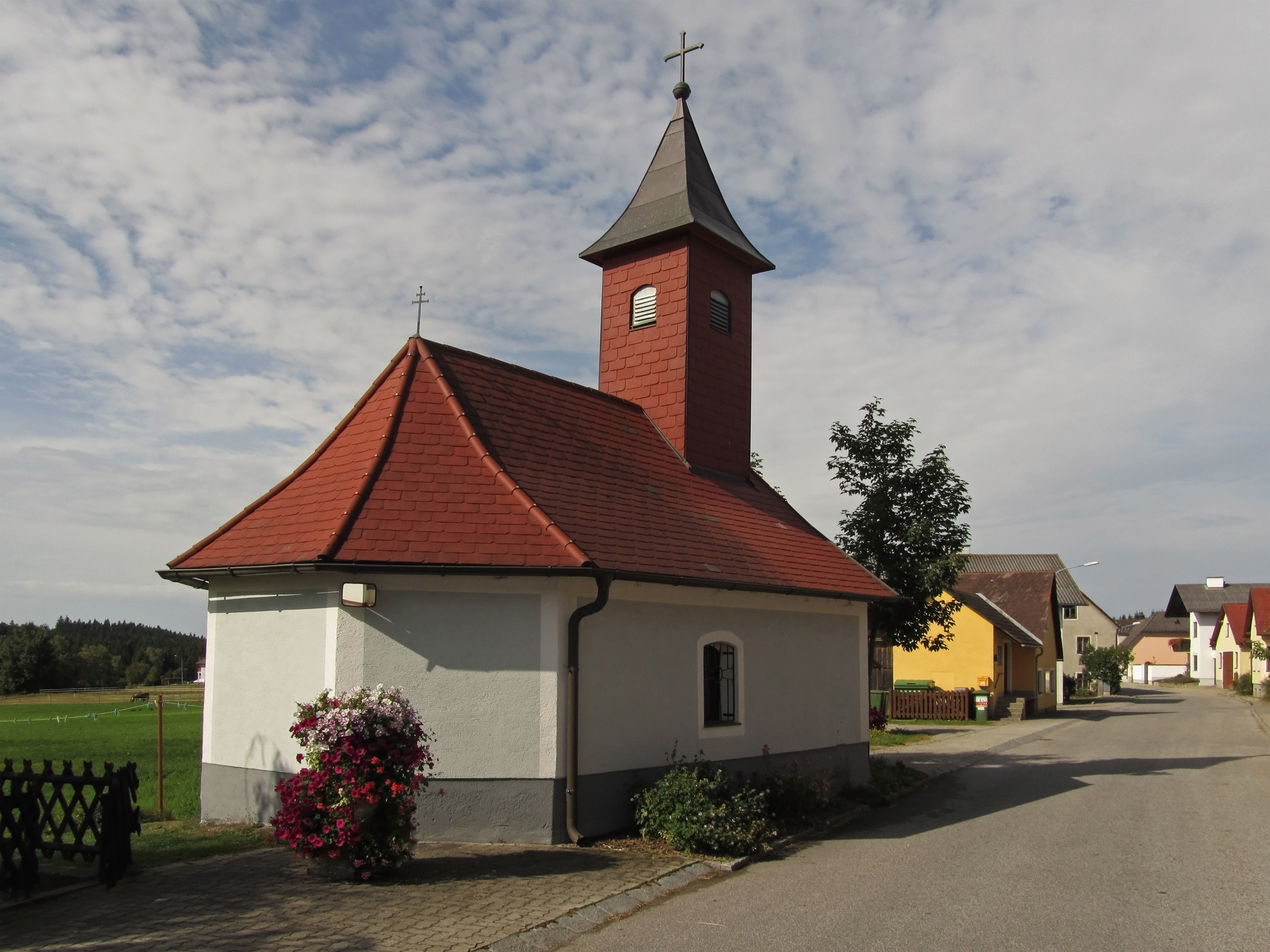
Místní kaplička v Roggenreithu
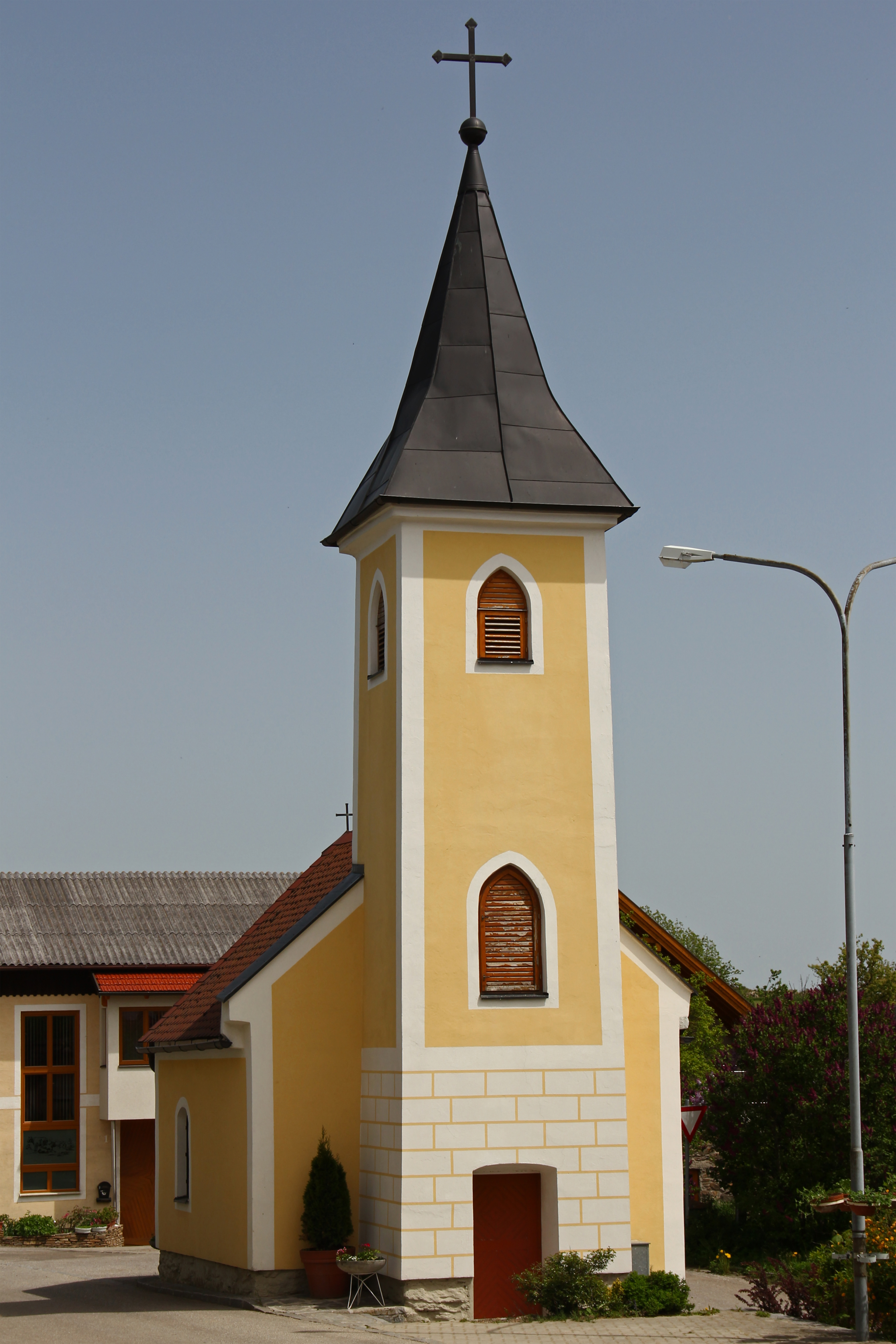
Místní kaplička ve Scneebergu